# Masaki
Masaki (japanska: 松前町?, Masaki-chō) är en landskommun (köping) i Ehime prefektur i Japan. 
Masaki är en förort till Matsuyama.